# Korčula (település)
Korčula (olaszul Curzola, görögül Korkyra, latinul Corcyra Nigra) város és község Horvátországban, Közép-Dalmáciában, Dubrovnik-Neretva megyében.

## Fekvése
Korčula városa az azonos nevű sziget védett keleti partján, Makarskától légvonalban 38 km-re délre fekszik ott, ahol a sziget legközelebb van a szárazföldhöz, vagyis a Pelješac-félszigethez, melytől a Pelješi-csatorna választja el. A belvárost védőfalak és tornyok övezik, melyek a földrajzi fekvéssel együtt fontos stratégiai központtá teszik. Földrajzi, történelmi és kulturális jelentősége miatt Korčula városa mindig a sziget közigazgatási és hitéleti központja volt.

## A község települései
Korčula városán kívül még négy falu tartozik hozzá: Čara, Pupnat, Račišće és Žrnovo.

## Története
A szigeten már az újkőkorban is laktak emberek, amint ezt a megtalált leletek is mutatják. Az itteni emberi élet legősibb nyomai a település közelében levő Vela Spila-barlangban találhatók. Ezen a jelentős régészeti lelőhelyen, amely a sziget nyugati felén a Kale-öböl feletti emelkedő Pinski rat-hegyen fekszik már a kőkorszakban, az i. e. 20000 körüli időben is éltek emberek. A barlang feltárása során kőkorszaki rétegekből kőből készített vágóeszközök, kaparók, kések és más, a vadászó ember által használt kőeszközök kerültek elő. Az állati maradványok alapján megállapítható, hogy az akkori ember főként szarvasra, vadon élő marhára, bölényre vadászott. A kőkorszak középső időszakából előkerültek csigaházak, kőedények, madárcsontok, szarvas, róka és más állatok maradványai is. A késői kőkorszak (újkőkor) i. e. 6200 körül kezdődött ebben a térségben. Ebből az időszakból már kagylómintás cserépedények és a mezőgazdaság kezdeteire utaló tárgyak is találhatók. I. e. 5500 körül jelenik meg a barlangban a velolučkai kultúra, mely a sziget nyugati végében fekvő Vela Luka településről kapta a nevét. A kultúrát mintegy kétszázötvenezer polírozott és díszített kerámiatöredék mellett számos kő és csontszerszám képviseli. A hozzá hasonló színes díszítések ugyanebből a korból csak Apuliából kerültek elő. Az i. e. 3000 körüli időben nagy népmozgás és népességcsere ment végbe a szigeten. Ez némely használati tárgyban, hornyolt kerámiában mutatkozik meg, melyek a ljubljanai és cetinai kultúrához tartoznak és a bronzkor közepéig találhatók meg a barlangban.
Az első települést valószínűleg a föníciaiak létesítették, őket a görögök követték, akik az i. e. 6. században Knidosz néven alapítottak itt kolóniát. Ennek helyét máig sem sikerült beazonosítani. Néhány szerző Potirna és Vela Luka közé, mások a mai Lumbarda helyére teszik, a legvalószínűbb azonban, hogy a mai Korčula város területén volt. Az i. e. 4. században alapítottak az Issza (Vis) szigetéről jött görög telepesek kolóniát a mai Lumbarda területén, melyet egy ott talált felirat is megerősít. A közeli ókori temetőben számos erre utaló tárgyat is találtak. A sziget erdei kiváló alapanyagot adtak a hajóépítéshez és a sziget első nevét (Korkyra Melaina = Fekete Korfu) is sűrű feketefenyő erdeiről kapta. A szigeten élő első ismert nép az illírek voltak, akik az i. e. 2. évezredben jelennek meg. A magaslatokon épített erődített településeken éltek, melyek nyomai Korčula szigetének mintegy harminc pontján találhatók meg. Halottaikat kőből rakott halomsírokba temették, melyek általában szintén magaslatokon épültek. Különösen sok vármaradvány és halomsír található Pupnat Mocila nevű településrészén, melyek az i. e. 2. évezred közepéről származnak. Az illírek i. e. 30-ig uralták a szigetet, amikor Octavianus hadai végső győzelmet arattak felettük. A római légionáriusok a sziget több pontján is letelepedtek magukkal hozva kultúrájukat, életmódjukat, szokásaikat. A római villagazdaságokban nagy mennyiségű gabonát, olívaolajat, bort, sózott halat és más élelmiszert állítottak elő, melyekkel élénk kereskedelmet folytattak. Ezek a tágas, kényelmesen berendezett épületek központi fűtéssel, díszes mozaikpadlóval, luxustárgyakkal rendelkeztek. Az itteni fényűző életről árulkodnak a díszesen faragott sírkövek is. Ilyen villagazdaságok álltak valamikor a Poplat, Potirna, Gudulija, Rododma, Zablaće, Bradat nevű helyeken, valamint a kis Gubeš-szigeten. A római korban a sziget Dalmatia provincia része volt.
A római civilizáció a 3. századtól indult hanyatlásnak, a kereskedelem megszűnt, a villagazdaságok elpusztultak, vagy kisebb településközpontokká alakultak. Ez a kereszténység elterjedésének időszaka, amikor több kisebb templom épült a szigeten. 

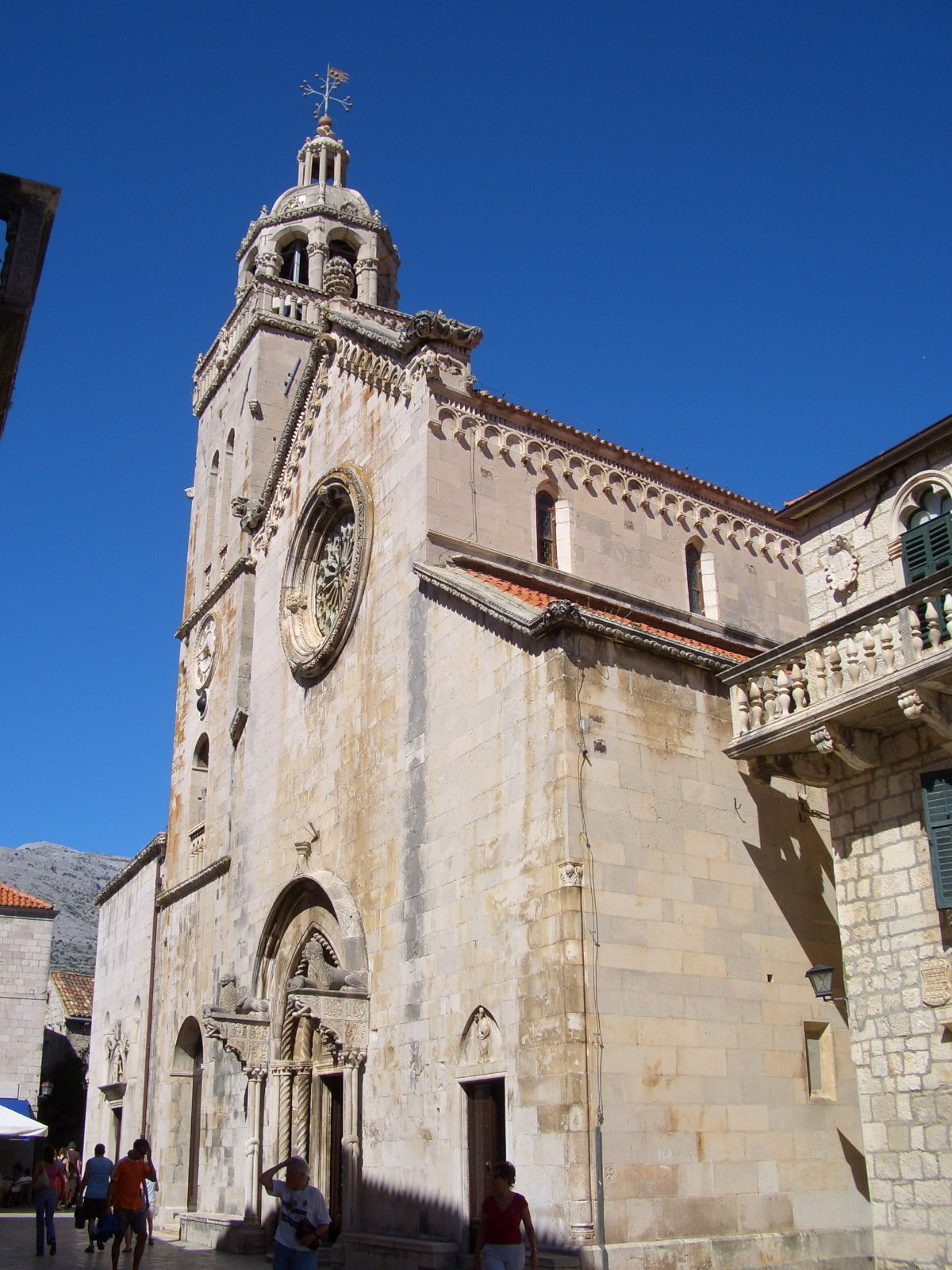
A Szent Márk plébániatemplom

A 7. században az avarok segédnépeiként szlávok érkeztek a Cetina és a Neretva folyók közötti partvidéki területre, majd innen fokozatosan szállták meg a szigeteket is. A szlávok korčulai jelenlétéről a 10. századból van az első adat. A sziget első szláv elnevezése Kurkra, illetve Krkak volt. A barbárok térhódításával egyidejűleg az itáliai eredetű lakosság elmenekült a szigetről. Később a szláv lakosság is kereszténnyé vált. A velencei kereskedőknek éves adót kellett fizetni a Neretván kalózoknak a biztonságos hajózás érdekében. 998-ban a sziget Curzola néven velencei uralom alá került. II. Pietro Orseolo dózse felvette a „Dalmácia hercege” címet. Jelentős történeti forrásként kell megemlíteni ebből a korból az 1214-es korčulai statutumot, melyben a korčulai gróf meghatározta alattvalóinak kötelezettségeit, de rendelkezéseket tartalmazott a hajóépítés, a mezőgazdaság, a kereskedelem és a mindennapi élet vonatkozásában is. Több korčulai település első írásos említése ebben található. Későbbi kiadásai jelentek meg 1265-ben, majd a 14. és a 15. században is. A 12. században a sziget felváltva volt magyar, genovai és velencei uralom alatt, 1255 után ismét a velencei uralom állandósult. 1254-ben – legalábbis a horvát kutatók véleménye szerint – itt született gazdag velencei családból Marco Polo a híres utazó is. 1298-ban Curzolánál győzte le a genovai sereg a velenceieket és ezzel hosszú időre kiszorította őket erről a területről. A csatában Marco Polo is fogságba esett és genovai börtönében írta le kínai útiélményeit. 1358-ban Curzola magyar birtok lett, I. Lajos magyar király uralma alatt állt. Zsigmond király 1397-ben Garai Miklós nádornak adományozta. 1413 és 1417 között a Raguzai Köztársasághoz tartozott, végül 1420-ban a Velencei Köztársaság fennhatósága alá helyezte magát. 1571-ben a lepantói tengeri csatában hősiesen védte meg magát a töröktől és a pápától elnyerte a „Fidelissima” jelzőt.
1797-től előbb osztrák, 1805-től francia, majd 1815-ben ismét osztrák uralom alá került. A Monarchia felbomlása után 1921-ig olasz birtok volt, majd Jugoszláviához csatolták. Az új délszláv állam azonban nem váltotta be a lakosságnak tett ígéreteit, rövidesen a nagyszerb hegemónia eszköze lett, mely az szerb uralkodóház körül csúcsosodott ki. Széles körű volt a szociális és politikai elégedetlenség különösen Horvátországban. Korčula 1941 és 1943 között olasz megszállás alatt volt. A partizán alakulatok, melyekben sok helyi lakos is részt vett 1944. szeptember 13-án vonultak be a szigetre. A háború után a szocialista Jugoszlávia része lett. Az 1970-es években a gazdasági nehézségek miatt sok korčulai vándorolt ki a szigetről. 1991-ben az új horvát állam része lett. A délszláv háború idején 1991 őszén bár maga is nehéz helyzetben volt menekültek ezreit fogadta be. Az év novemberében áttörték a dalmát szigetekre vezető tengeri utak blokádját, majd megállították a szerb erők előretörését Stonnál, megvédve ezzel városukat az agressziótól.

## Népesség
| Lakosság változása | Lakosság változása | Lakosság változása | Lakosság változása | Lakosság változása | Lakosság változása | Lakosság változása | Lakosság változása | Lakosság változása | Lakosság változása | Lakosság változása | Lakosság változása | Lakosság változása | Lakosság változása | Lakosság változása | Lakosság változása |
| ------------------ | ------------------ | ------------------ | ------------------ | ------------------ | ------------------ | ------------------ | ------------------ | ------------------ | ------------------ | ------------------ | ------------------ | ------------------ | ------------------ | ------------------ | ------------------ |
| 1857               | 1869               | 1880               | 1890               | 1900               | 1910               | 1921               | 1931               | 1948               | 1953               | 1961               | 1971               | 1981               | 1991               | 2001               | 2011               |
| 2.168              | 1.992              | 2.125              | 2.069              | 2.182              | 2.287              | 2.289              | 2.045              | 1.778              | 2.414              | 2.458              | 2.657              | 2.953              | 3.232              | 3.126              | 2.856              |

## Nevezetességei

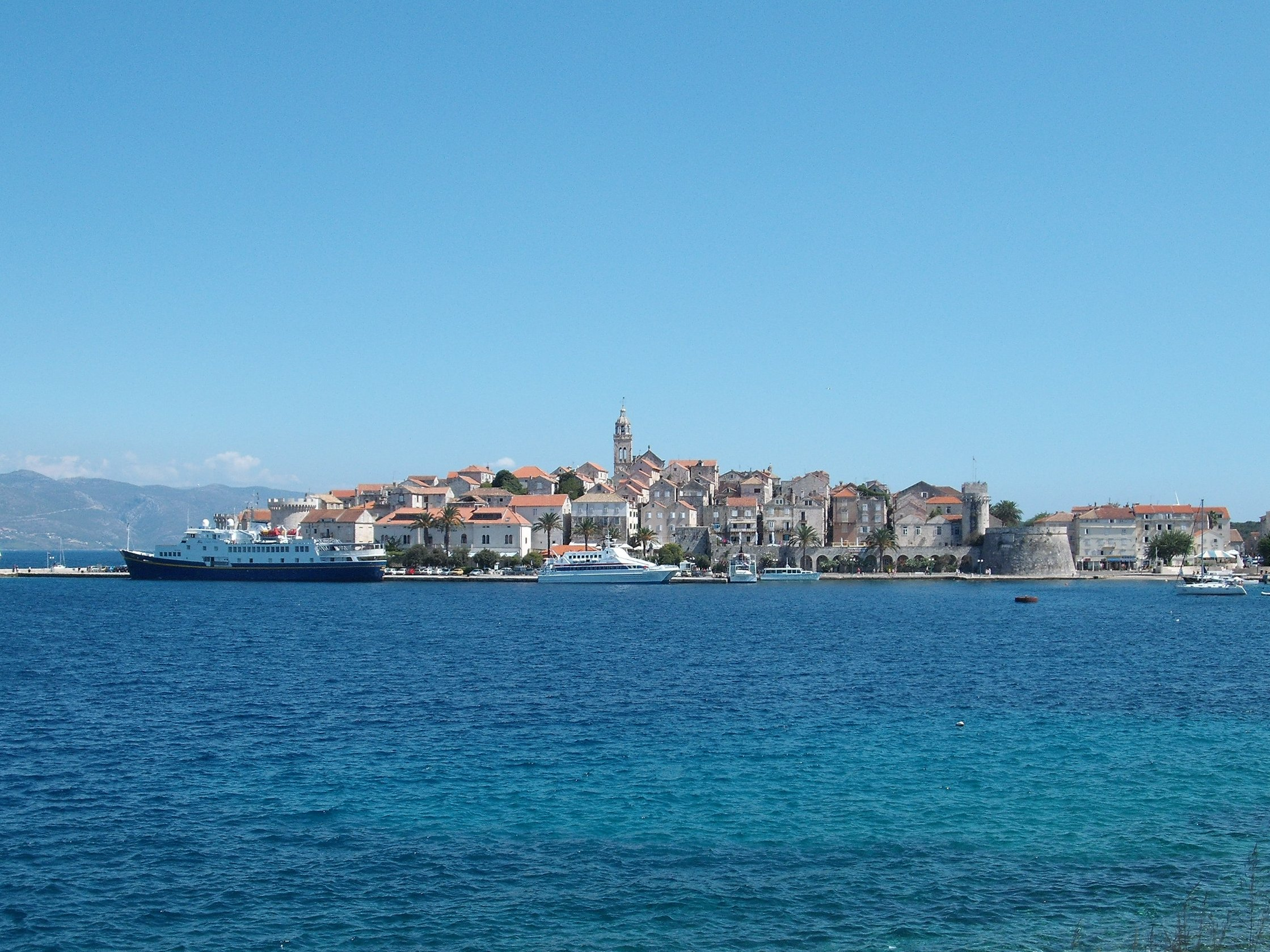
Korčula nyugat felől

- A Szent Márk székesegyházat[4] 1301-ben kezdték építeni, első írásos említése 1329-ből származik. Mai formáját a 16. században nyerte el. Előtte valószínűleg egy kisebb templom állt a helyén, melyet 1450 és 1532 között részben lebontottak és a megmaradt részhez építették hozzá a mai templomot. Felszentelése 1555-ben történt. 1573-ban egy negyedik hajót építettek hozzá, utoljára 1806-ban építették át. A főkapuzat román-gótikus stílusban épült, a milánói Bonino mester munkája. A déli mellékhajó Szent Jakab, az északi Szent János tiszteletére van szentelve, ehhez csatlakozik a Szent Rókus fogadalmi kápolna. A templom oltárait sok értékes művészeti alkotás díszíti, melyek Jacopo Tintoretto és más itáliai mesterek munkái. A templomot díszítő szobrok alkotói olyan neves horvát művészek mint Frano Čučić, Ivan Meštrović, Ivan Kerdić, Frano Kršinić, Alojzije Lozica és Izvor Oreb.
- Szent Mihály-templom[5] a városházával szemben áll. 1408 és 1412 között az Ismaelli család templomaként említik. 1603 óta testvériségi templom. Egyhajós épület, boltíves boltozattal, a szentély felett kupolával. A Szent Mihály Testvériség szomszédos házával egy kőhíddal van összekötve. Barokk megjelenését a 17. - 18. századi átépítésekkel kapta. A  barokk márvány főoltáron D. Maggiotta 18. századi festménye, „A vigasztaló Szűzanya” látható. A templom stílusában a manierista vonások dominálnak, a barokk stílus jellemzőinek interferenciájával. A templom tengelyében található portál, amelynek kerete az építészeti kompozíció, a domborművek, valamint ikonográfiai tekintetben is manierista.
- A 13. században épült Mindenszentek-templom[6] a város délkeleti részén, a városfal mellett áll. Még az első korčulai püspök idejében építették, gondját az azonos nevű testvériség viselte. 1742-ben egy villámcsapást követően újították meg. Egyike azoknak a középkori templomnak, amelyek már a régi Korcula város képét is meghatározták, majd a többszöri átépítések után barokk jelleget kaptak. Egyszerű és magas homlokzatát kőkockákból építették, melyeket vékony kötőanyaggal rögzítettek. A csigavonalakkal, angyalfejekkel és növényi motívumokkal díszített oromzaton három harang számára kialakított barokk harangdúc áll. A templom téglalap alaprajzú, egyhajós épület, belsejében háromszintes, kőből készült cibórium található, amelyet oszlopok tartanak.
- A plébániatemplom közelében álló Szeplőtelen fogantatás-kápolna 1369-ben épült.
- A Biline városrészen álló Szent Jusztina-templom a 19. század végén épült neoklasszicista stílusban. A helyén régen egy Szent Srđ templom állt, melyet még a 14. században építettek, de 1483-ban lebontották, hogy a városra támadó ellenség ne használhassa támaszpontként. 1551-ben Marin Kanalević újra felépíttette és egészen a 19. század végéig állt, amikor a mai templom építése előtt lebontották.
- A Glavicán álló Szent Antal templomot[7] 1420-ban egy illír erődítmény maradványaira építették. A templomhoz hosszú, 102 lépcsőfokból álló lépcsősor vezet fel, melyet az innen nyíló kilátás miatt érdemes megmászni. A lépcsősor melletti ciprusokból álló fasort 1708-ban ültették. Ezen a stratégiailag fontos helyen már a 14. században állt egy Remete Szent Antalnak szentelt templom, és egy remetelak. A templom téglalap alaprajzú, nyugati-keleti tájolású, téglalap alakú apszissal. Faragott kőből épült, belül dongaboltozatos.
- Szent Katalin templomot 1422-ben építette Kristo Vrtinić.
- Havas Boldogasszony kápolnát 1483-ban Aragóniai Fülöp támadása után építették annak emlékére, hogy a véres csata után a város támadói elmenekültek.
- Az Angyali Üdvözlet kápolnát[8] 1582-ben építette Nikola Paus kanonok a Kanavelić-palota mellé. Később a templom különböző családok (Kanavelić, Antica, Dolfin, Zorzi és Medina) tulajdonába került, akik a kápolna melletti házat birtokolták. A kápolna nyugati fala mentén elhelyezkedő házból nyílik a kápolna bejárata. A kápolna egyhajós épület, téglalap alaprajzzal, boltíves, keresztbordás boltozattal. A templom homlokzata manierista stílusban, finoman faragott kőből készült.
- A Szent Borbála templomot 1407-ben építették a Korčula szálló mögé.
- A Szent Lukács temetőben álló temetőkápolna 1899-ben épült. Ezen a helyen már 1309-ben is állt templom.
- A solini Szent Liberan kápolnát 1573-ban egy földrengés után építették fogadalomból.
- A vrhniki Sarlós Boldogasszony templom 1674-ben, a másik vrhniki templom a Skoji miasszonyunk 1868-ban épült.
- A Foretić-kertben álló Keresztények segítsége kápolna 1582-ben épült.
- A ferences kolostor[9] gótikus kerengőjével a közeli Badija-szigeten. A sziget legmagasabb pontján áll a kolostor és az 1420 után épített késő gótikus egyhajós templom. A kolostort 1909-ben bővítették, majd 1950-ben nyaralóvá alakították át. 2003-ban kapta vissza eredeti tulajdonosa a ferences rend. Ma csak előzetes bejelentéssel látogatható. A kolostor feletti dombon áll a 15. – 16. századi Szent Katalin kápolna. A sziget szépségei és környéke szépen bejárható a jól kiépített makadám utakon.

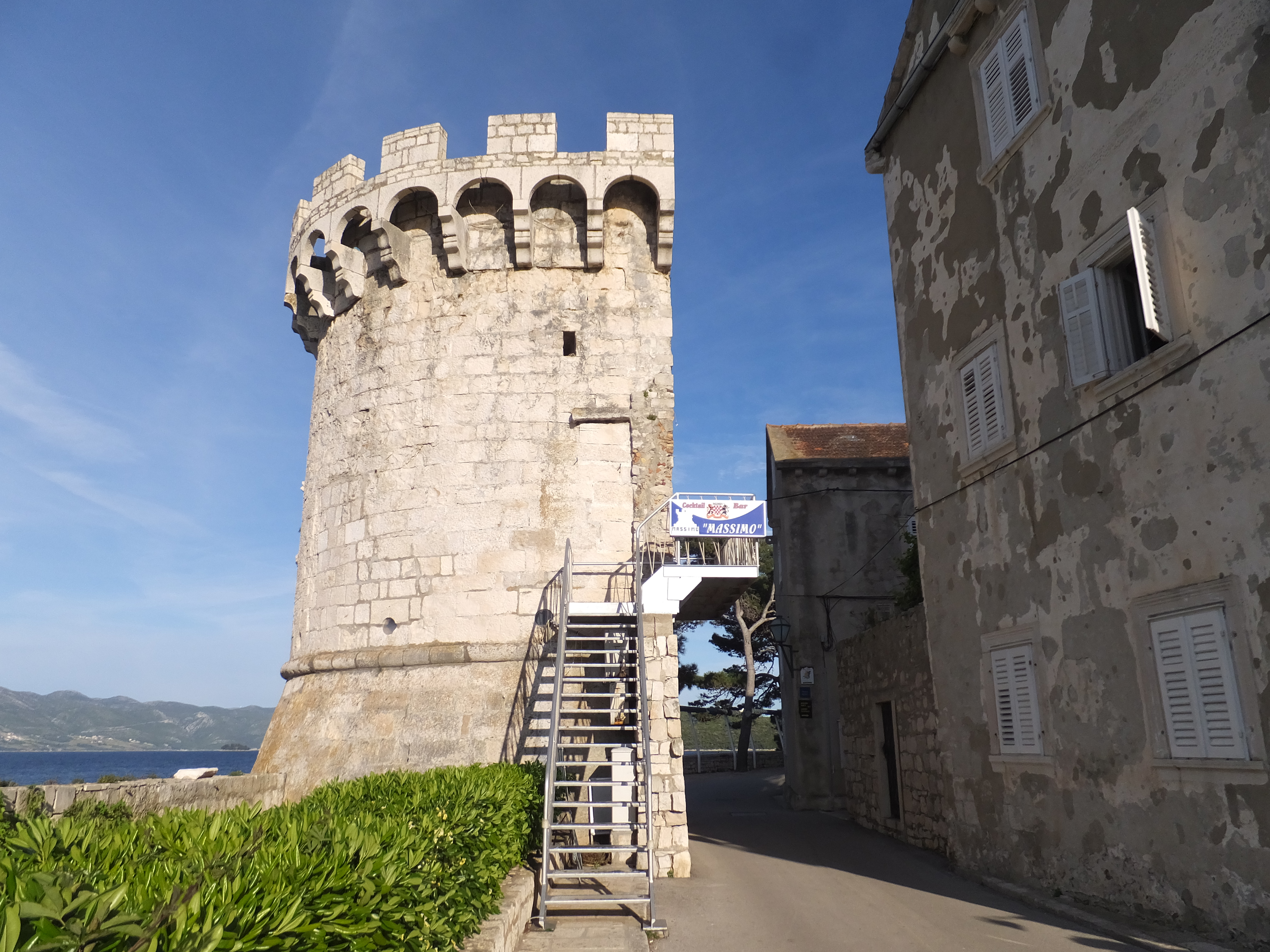
A Zakrjan-torony

- Püspöki Kincstár a Szent Márk templom melletti egykori püspöki palotában található.[10] A kincstárat 1954-ben alapította Ivo Matijac apát és Ljubo Babić festőművész. A régi püspöki palota a 14. és a 17. század között épült, 1860 és 1874 között újjáépítették. A kincstár legértékesebb alkotása a horvát gótikus művészet kiemelkedő alakjának Blaž Jurjev Trogiranin mesternek egy 1431-ben készített poliptichonja, mely Szűz Máriát a kis Jézussal és szentekkel ábrázolja. A mester 1431 és 1435 között tartózkodott Korčulán, ahol rajzot és festészetet oktatott, valamint a templom számára festett. A kincstár fali vitrinjeiben számos kiadvány és könyv mesél Korčula távoli múltjáról, többek között az 1214-ben kelt „Korčulai kódex”. A numizmatikai gyűjteményben különös figyelmet érdemel az i. e. 4. századból Korkyre Melainából származó pénzérme.
- A Mindenszentek templom bejáratával szemben található a Mindenszentek testvériségének a háza. A bejárat feletti domborművön ennek a flagelláns testvériségnek tagjai láthatók 1301-ből. Mindkét falon a görög Kréta szigetéről származó ikongyűjtemény tekinthető meg. Az 1645 és 1669 között Kréta szigetének birtoklásáért dúlt velencei-török háborúban korčulai hadihajó is részt vett. A háború végül velencei vereséggel és a velencei lakosság kitelepítésével zárult. Így kerültek a sziget vallásos ikonjai a korčulai gályára. A képek a 14. és 17. század között, a bizánci hagyományok készültek, de velencei hatást tükröznek.
- A korábbi velencei Kormányzói Palota[11] Korčula városközpontjának délnyugati részét foglalja el, a Nagy grófi és a Kis grófi tornyok közvetlen közelében. Ma épületek komplexuma, amelynek alapvető részei az északi és déli részek, amelyeket két híd köt össze. A legkorábbi szakaszban, a 13-14. században a Kormányzói Palota valószínűleg csak a tömb nyugati szélét foglalta magában, amely a városfalak közelében helyezkedett el. A további területi fejlődés során a palota dél felé terjeszkedett, átlépte a városfalakat.
- Gazdag kereskedőcsaládok (Arneri, Kapor, Boschi, Ismaeli, Gabrielis,[12] Kanavelić, Spanić[13] stb.) 15. és 16. századi palotái.
- A Szent Márk tér délnyugati sarkában áll a 14. századi Miasszonyunk-templom,[14] mely eredetileg a Cherchianis család temploma volt. A 16. század elején a templomot Pasqual és Vicko Ismaelis, amint azt a 17. században elhelyezett felirat írja, megújíttatták. A templomot családi templommukká, valamint a Gabrielis és Ismaelis nemesi családok mauzóleumává alakíttatták. A két család palotái a közvetlen közelben találhatók. A 17. századi átépítés után nyerte el a templom mai manierista formáját. A 18. században elhanyagolták, és templomi raktárrá alakították. A 19. század végén kudarcot vallott az a kísérlet, hogy a Szűzanya elhagyatott templomát megfelelően átalakítsák a Helytörténeti Múzeum értékes gyűjteményének befogadására.
- Az óvárost a 14. században épített vastag kőfalak és tornyok övezik, melyek egykor hatékony védelmet nyújtottak a támadókkal szemben. Északnyugati végében áll a Barbarigo-torony. 1486 és 1488 között Augustino Barbarigo velencei dózse idejében építették. Mai nevét Petar Kanalević 16. századi horvát költőről kapta, aki a torony melletti házban élt. A torony homlokzatán a velencei szárnyas oroszlán látható. Az északi oldalon áll a félhenger alakú Zarjkan-torony, melyet 1478 és 1485 között építettek. Északi oldalán velencei családok címerei láthatók. Ma bár működik benne, melynek terasza a tetőn található. A városfal délkeleti részén állt a Mindenszentek tornya, melynek mára csak az alapfalai látszanak. A déli oldalon áll a Kis grófi- (Mali knežava) torony és a Nagy grófi- (Velika kneževa) torony,[15] délkeleten pedig a város szárazföld felőli bejáratát védő Nagy-Revelin[16] és Kis-Revelin-torony. A város tengeri kapuját a Tengeri kapu-torony védte. A többi torony (összesen 12 volt belőlük) ma már nem áll, de a maga idejében rendkívül hatékonyan védte a várost. A falakon két kapu vezetett át. A déli oldalon áll a Kopnena vrata, vagyis a Szárazföldi kapu, melyet 1650-ben építettek, a nyugati oldalon a Primorska vratát, azaz a Tengeri kaput találjuk. A kapu folytatásában egy 1907-ben épített neobarokk lépcsősort találunk, mely a kikötőbe vezet. A lépcsősor mellett áll az 1584-ben épített városi loggia.
- Marco Polo szülőháza. A hagyomány szerint itt született a világhírű utazó 1254-ben. 1298. szeptember 7-én nagy csata zajlott Korčula előtt a velencei és a genovai flotta között, melyben a velenceiek vereséget szenvedtek. Marco Polo is genovai fogságba esett és a genovai börtönben mondta tollba élményeit Rustichelinek, aki könyv formájában adta ki. A Polo család korčulai háza nem maradt fenn, valamikor a színház helyén állt. Fennmaradt viszont Marco Polo szülőháza és a Depolo család ma is egyike a legrégibb korčulai családoknak.
- Marco Polo szülőháza és a székesegyház mellett található a Szent Péter-templom.[17] A Korčula-félsziget legrégebbi templomaként már 1338-ban említik a dokumentumok. Jelenlegi szerény, rusztikus megjelenése többszöri átépítés eredménye. A 14. század közepén újjáépítették. A homlokzatok kialakítása egyszerű. A portál fölött egy félköríves kivitelű kőlap van, Szent Péter domborművével, mely a milánói Bonin mester munkája a 15. század elejéről. Ugyanebből az időszakból való az egész homlokzat egyszerű háromszögletű oromzatával, az oromzaton a harangdúccal.
- A tengerparti részen a Punta Juranán találjuk a Tri Sularát, vagyis a Három erkélyt, melyhez a három gyönyörű lánytestvérről szóló helyi népdal is kötődik.
- Városi múzeum, mely a sziget történetét mutatja be, őskori leletektől kezdve egészen a 20. századig a Gabrielis-palotában található. A palota maga a 15. és 16. században épült az óváros közepén. A múzeumi gyűjtemény bemutatja a régi mesterségeket, a kőfaragást, hajóépítést, mint a legfontosabb emberi tevékenységeket ezen a vidéken, valamint az általuk használt tárgyakat. Az értékesebb művészeti tárgyak közül meg kell említeni Tiziano Aspetti bronz kopogtatóját és azt az 1819-ből származó zongorát, amelyen Beethoven barátnője Edith Streicher játszott. Felejthetetlen élmény a múzeum padlásán berendezett ősi konyhában való látogatás is. Megtekinthető az 1214-es Korčulai statútum másolata, a város makettje, a város zászlói, pecsétjei, feliratos kövei, dokumentumai és címertörténete.
- Szabó Lőrinc emléktáblája a kikötőben, a Révkapitányság árkádsorán.
- Nem messze Korcula városmagjától, az egykori Vješala-fokon (Punta dell Forche), a 15. század végén (1480 - 1507) épült a domonkos Szent Miklós templom és kolostor.[18] A kolostor több szakaszban épült, szigorúan zárt épület, szilárd falakkal, szinte díszítés nélkül. Az első templomnak csak egy hajója volt, amelyen láthatók azok a puskalőrések, amelyek a kolostort védték és a sziget erődtemplomává tették. Belsejében egy egyszerű téglalap alakú a 16. századi kerengő található, közepén egy kis kerttel, amelyet oszlopok vesznek körül. A kolostortól nyugatra teraszos kert található. 1656 -ban a part mentén egy arzenál épült védett kikötővel, mellette fogadó és foresteria (konventépület) a látogatók számára. A kolostor belsejében refektórium és kolostori könyvtár található. A templom két egyenlő nagyságú, négyszögletes alaprajzú, apszis nélküli hajóból áll, mely belül boltozatos. 1665-ben az eredeti, nyugati hajóhoz keletről egy másik, azonos alakú és arányú hajót építettek. Az új hajó építése után az oltárt ide helyezték át, míg a régi hajóban egy nagy barokk oltár található. A két hajóban összesen hat oltár és több sír található. Mindkét templomhajó homlokzata háromszög alakú oromzatban végződik. A nyugati, régebbi hajó elülső részén reneszánsz portál található, gyöngyfüzérrel díszített félkör alakú lunettával, amelyen belül egy másik kisebb gótikus lunetta található, rusztikus gótikus Szent Miklós domborművel. A keleti hajó homlokzatán barokk portál található. Mindkét hajó háromszög alakú oromzatának tetején egy barokk fej található, a keleti oromzat tetején egy késő gótikus akroterion, a nyugati oromzat tetején pedig Szent Miklós álló alakja, egy 15. századi mester munkája. A kolostornak és a templomnak jelentős szerepe volt Korčula város életében, egyúttal a domonkos rend öt évszázados itt tartózkodásáról, valamint Korčula és környékének szellemi és kulturális életében végzett értékes tevékenységéről tanúskodik.
- A Forteca-Sv. Vlaho erőd és régészeti lelőhely[19] Korcula történelmi központjától délnyugatra, az azonos nevű dombon található. A lelőhely részei az 1813-ban épített ún. Angol torony, az 1617-ben épített velencei bástya jellegű erőd és a Kertek Boldogasszonya (Gospa od Vrtova) középkori templom maradványai. A templom a 13. század óta áll a sv. Vlaho-torony helyén, melynek neve helynévként őrződött meg. A bástya jellegű erőd mindössze egy hónap alatt, 1617. októberében és novemberében épült fel a spanyol flotta támadásának veszélye miatt. Az erőd falai szabálytalan sokszög alakúak. Teljes mértékben tört kőből épültek száraz technikával. Az északnyugati és délnyugati, keleti és délkeleti sarkokat háromszög alakú nyúlványok erősítik, amelyek a bástyaépítészet hatásának tekinthetők. Ily módon a déli-délkeleti szakaszon tenaille[20]-szerű védmű alakult ki. A brit uralom alatt 1813-ban a bástya típusú erőd közepén tornyot (az úgynevezett angol tornyot) építettek. Ez egy kör alakú épület, amely a teteje felé keskenyedik. A torony a Martello-tornyok típusához tartozik, amelyeket a Brit Birodalom egész területén építettek a 18. század vége óta. A britek Fort Wellingtonnak hívják, míg az osztrák képeken St. Vlaho a neve.
- A Kis- és Nagy-Mindenszentek-tornyok[21] Korcula városfalainak délkeleti részén találhatók. A Kis-Mindenszentek tornyot a régészeti kutatások határozták meg 2019-ben. A torony négyzet alaprajzú volt és a 13.-14. században a város korábbi védelmi rendszeréhez tartoztt. A Nagy-Mindenszentek-tornyot Simeon Capello herceg kormányzása alatt, 1491-ben kezdték építeni. Az építkezés 1494-ig tartott. A torony kerek alaprajzú.
- A Pelješac-csatornán Badija szigetétől északkeletre található Lučnjak szigete a Korčula-szigetcsoport része. Déli részén egy ókeresztény templom maradványai vannak, félköríves apszissal az 5. századból. A templom Feltételezhetően Szent Lukácsnak volt szentelve, akiről a szigetet is elnevezték.[22]
- Pelješac-csatornán a Korčula-Lumbarda-szigetcsoporton belül, Lumbarda városával szemben található Gubavac szigete. A Crkvište nevű helyen egy 5. századi félköríves apszissal rendelkező ókeresztény templom romja található. A sziget legkülső, keleti fokánál található egy kis kőbánya is, amelyet minden bizonnyal az ókorban használtak.[23]
- Majsan szigete a Pelješac-csatorna középső részén Korčula közelében található. A sziget nyugati oldalán, a Lučica-öbölben 2. századi római villa rustica található, amelyet a késő ókorban átalakítottak és megerősítettek. A központi rész egyik helyisége, mely Szent Maxim sírja felett áll ókeresztény kegyhellyé vált. A szigetet Szent Maximról nevezték el. A szent sírjának köszönhetően Majsan fontos vallási kegyhely lett, és a szent a kultusza a középkor elején is folytatódott, amikor a kegyhelyet ún. a dél-dalmáciai kupolás típusú, román stílusú épületté építették át.[24]

## Kultúra
- Moreška kulturális és művészeti egyesület
- Marco Polo Hrvatske vidám kulturális estek
- Francuski krug Korčula francia nyelvi és kulturális rendezvények
- “Bonkulovići” – Korčulai hagyományőrző egyesület
- „sv. Martin hagyományőrző egyesület
- „Rozeta” kortárs művészeti egyesület
- “Kadena” korčulanske vokalistice – énekegyüttes
- Ženska klapa “Revelin” női kar
- Klapa „Guc” énekkar
- sv. Cecilija horvát zenei egyesület
- AUK Korčula asztronóniai egyesület
- Foto klub Korčula
- Radio klub Korčula

## Oktatás
Az első feljegyzés a városban iskola működéséről még 1402-ből származik. A 17. században tanítóként említik Petar Kanalevićet, a neves költőt akiről a mai alapiskola a nevét kapta. A népiskola 1789-ben nyitotta meg a kapuit Korčulán. A mai iskolaépületet 1973-ban építették. A korčulai alapiskolának négy területi iskolája működik Račišće, Lumbardi, Viganj és Lovište településeken. A város középiskoláját 1950-ben alapították.

## Sport
- BK Korčula bocsaklub
- BK sv. Antun bocsaklub
- MNK sv. Antun kispályás labdarúgóklub
- MNK Korčula kispályás labdarúgóklub
- NK Korčula labdarúgóklub
- KPK Korčula úszóklub
- RK Korčula kézilabdaklub
- Forteca Korčula taekwondoklub
- TK Korčula teniszklub
- “Šport za sve Mladost ” – Korčula sport és rekreációs egyesület
- ŠD “Veterani” veterán sportegyesület
- MK Moro motorosklub
- Kamenjarka Korčula vadásztársaság
- ŠRU “Kanjac” Korčula horgászegyesület
- Korčulai turisztikai és természetbarát egyesület

## Egyéb egyesületek
- DVD Korčula önkéntes tűzoltó egyesület
- DUM Korčula ifjúsági egyesület
- MRAVCI ifjúsági egyesület
- Društvo za zaštitu životinja Korčula – állatvédő egyesület
- ”Korčulansko-pelješko srce” humanitárius egyesület

## Galéria
- Az óváros erődítményei
- A Szent Márk templom homlokzata
- A Mindenszentek templom
- A Szent Mihály templom
- A Szent Péter templom
- A Szent Jusztin templom
- A Barbarigo-torony
- A Nagy-Revelin-torony
- Kikötői látkép
- A városi loggia
- Polyptichon a püspöki kincstárban